# كويزي مجعد
كويزي مجعد (الاسم العلمي: Cantharellus rugosus) هو نوع من الفطريات يتبع جنس الكويزي من فصيلة الكويزية.